# 希安·萨蒙
希安·萨蒙（英語：Shiann Salmon，1999年3月31日—），牙买加女子田径运动员，2022年英联邦运动会女子400米栏和女子4×400米接力银牌得主、2023年世界田径锦标赛女子4×400米接力银牌得主。